# Relaciones Eslovaquia-México
Las naciones de México y Eslovaquia establecieron relaciones diplomáticas en 1993. Las relaciones entre ambas naciones existieron desde 1922, cuando Eslovaquia era parte de Checoslovaquia hasta su separación de la unión en 1992.
Ambas países son miembros de las Naciones Unidas y la Organización para la Cooperación y el Desarrollo Económicos.

## Historia
México estableció relaciones diplomáticas con la entonces Checoslovaquia en 1922; cuatro años después que el país proclamó su independencia del Imperio austrohúngaro. Durante la Segunda Guerra Mundial, las relaciones diplomáticas entre Checoslovaquia y México fueron interrumpido en abril de 1939 después de la invasión de Alemania en el país, sin embargo, el gobierno checoslovaco exiliado en Londres mantuvo relaciones con México. En 1942, las relaciones diplomáticas se restablecieron por completo entre las dos naciones y en 1959, se establecieron embajadas.
En diciembre de 1992, Checoslovaquia se dividió en Eslovaquia y la República Checa. México estableció relaciones diplomáticas con la Eslovaquia independiente el 1 de enero de 1993. Inicialmente, México mantuvo relaciones diplomáticas con Eslovaquia desde su embajada en Praga, República Checa, sin embargo, en 1996 México acreditó relaciones con Eslovaquia desde su embajada en Viena, Austria debido a su proximidad a la capital eslovaca de Bratislava. Durante este tiempo, Eslovaquia abrió una embajada residente en la Ciudad de México.
En mayo de 2006, el presidente mexicano Vicente Fox realizó una visita oficial a Eslovaquia y se reunió con el presidente Ivan Gašparovič. En febrero de 2007, la Secretaria de Relaciones Exteriores de México, Patricia Espinosa, visitó Bratislava. En 2017, el presidente eslovaco Andrej Kiska realizó una visita oficial a México.
En enero de 2024, ambas naciones celebraron 31 años de relaciones diplomáticas.

## Visitas de alto nivel

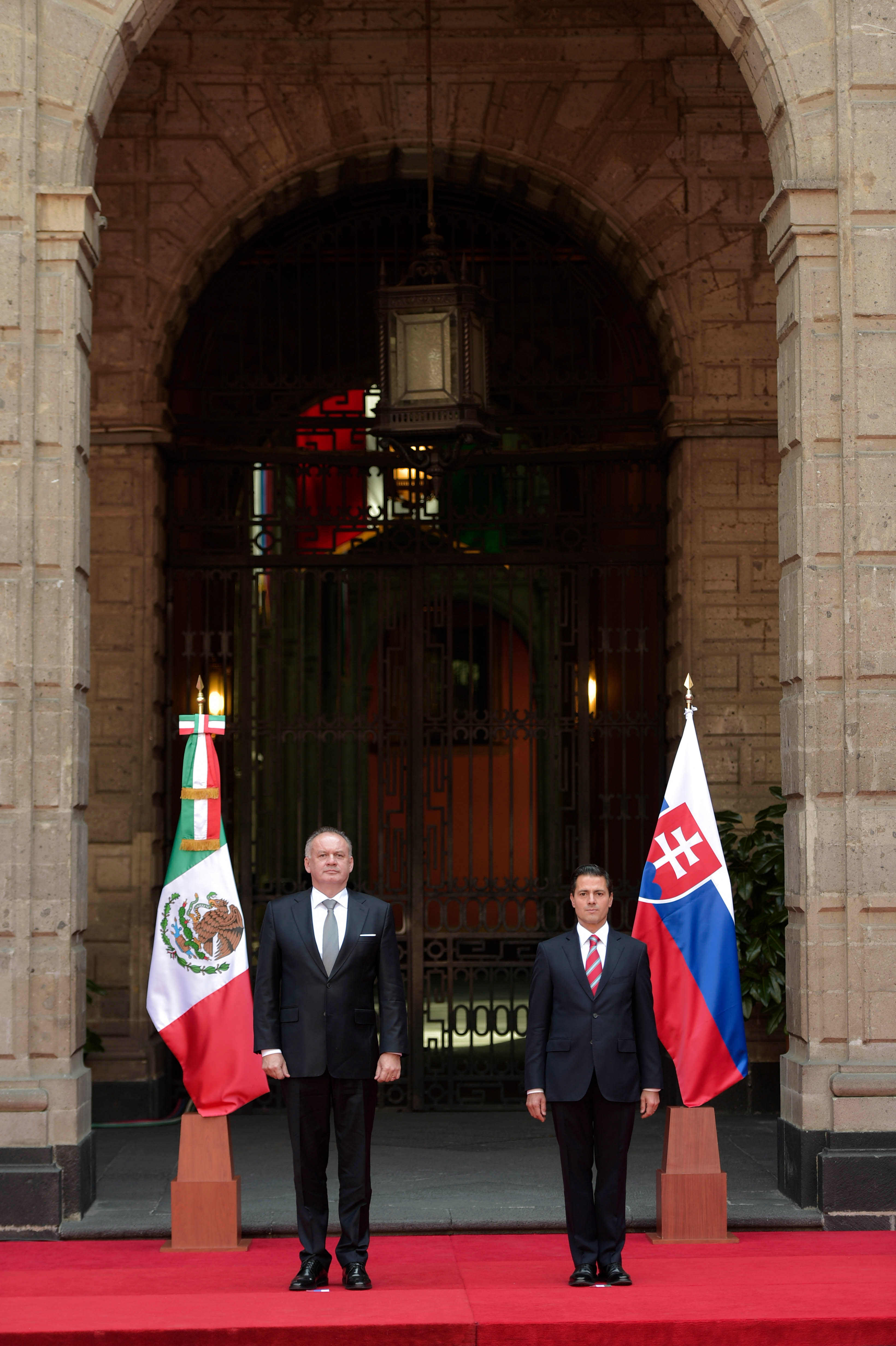
El presidente eslovaco Andrej Kiska en visita a la Ciudad de México junto con el presidente mexicano Enrique Peña Nieto; noviembre de 2017.

Visitas de alto nivel de Eslovaquia a México
- Secretario de Estado József Berényi (2003)
- Ministro de Relaciones Exteriores Eduard Kukan (2004)
- Secretaria de Estado Diana Štrofová (2007)
- Secretaria de Estado Oľga Algayerová (2010)
- Presidente Andrej Kiska (2017)
- Ministro de Asuntos Exteriores Miroslav Lajčák (2014)

Visitas de alto nivel de México a Eslovaquia
- Subsecretario para América del Norte y Europa Juan Rebolledo (2000)
- Subsecretaria de Relaciones Exteriores Lourdes Aranda (2004)
- Presidente Vicente Fox (2006)
- Secretaria de Relaciones Exteriores Patricia Espinosa (2007)
- Subsecretario de Relaciones Exteriores Carlos de Icaza (2016)

## Acuerdos bilaterales
Ambas naciones han firmado varios acuerdos bilaterales como un Acuerdo sobre transporte aéreo (2000), Acuerdo para Evitar la Doble Imposición y Prevenir la Evasión Fiscal en materia de Impuestos sobre la Renta (2006); Acuerdo sobre Cooperación Económica (2006), Acuerdo sobre la Promoción Recíproca y Protección de Inversiones (2007), Acuerdo sobre Cooperación en los campos de Educación, Juventud, Deportes y Cultura (2017) y un Acuerdo en Ciencia, Tecnología, Academias e Innovación (2017).

## Comercio
En 1997, México firmó un Acuerdo de Libre Comercio con la Unión Europea (lo cual también incluye a Eslovaquia desde 2004). En 2023, el comercio entre Eslovaquia y México ascendió a $540.8 millones de dólares. Las principales exportaciones de Eslovaquia a México incluyen: motores y compresores, autopartes, tractores, aparatos y componentes eléctricos, herramientas y neumáticos. Las principales exportaciones de México a Eslovaquia incluyen: autopartes, maquinaria, aparatos y componentes eléctricos, unidades de memoria para computadoras, cobre y productos derivados. La empresa mexicana multinacional Nemak opera una planta en Žiar nad Hronom, Eslovaquia. Ambas naciones son grandes productores de la Industria automotriz.

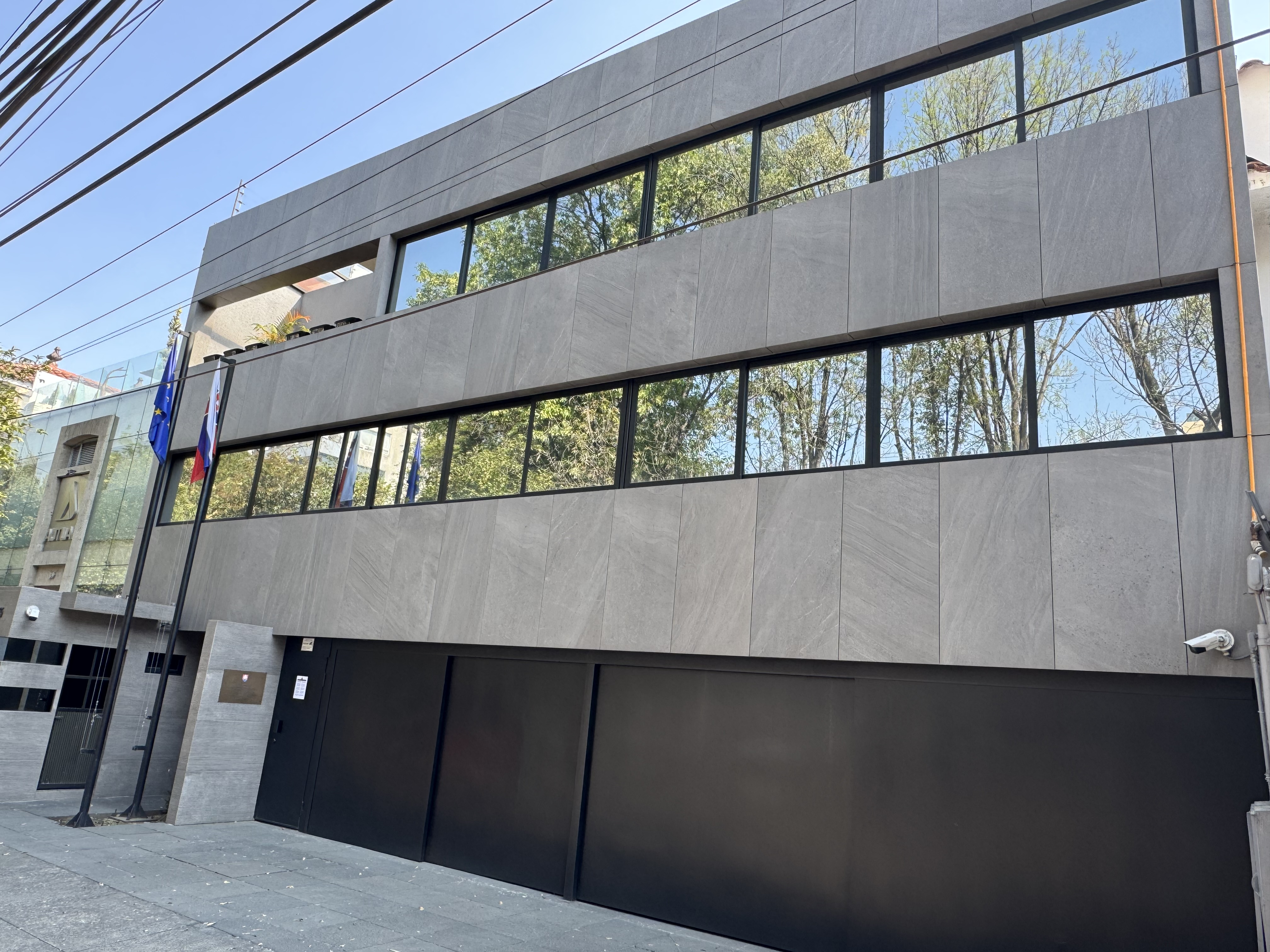
Embajada de Eslovaquia en Ciudad de México

## Misiones diplomáticas residentes
- Eslovaquia tiene una embajada en la Ciudad de México.[11]
- México está acreditado ante Eslovaquia a través de su embajada en Viena, Austria y mantiene un consulado honorario en Bratislava.[12]